# ميدل أوف أونر: هيروز 2
ميدل أوف أونر (بالإنجليزية: Medal of Honor Heroes 2)، هي لعبة فيديو، من تطوير ستوديو إي أيه لوس أنجليس وإي أيه كندا، ومن نشر إلكترونيك آرتس، صدرت اللعبة في الأسواق سنة 2007، وتعمل على منصتي وي وبلاي ستيشن بورتبل، وهي لعبة إمتداد لأحداث الجبهة الأوروبية في الحرب العالمية الثانية.

## روابط خارجية
ميدل أوف أونر: هيروز 2 على موقع IMDb (الإنجليزية)

- ميدل أوف أونر: هيروز 2 على موبي غيمز